# Silvana Snider
Silvana Snider (Villa di Chiavenna, 15 maggio 1964) è una politica italiana.

## Biografia
Svolge la professione di consulente per i lavoratori frontalieri.
Consigliere comunale, assessore e vicesindaco dal 1995 al 1997 e dal 2006 al 2011, è eletta sindaco di Villa di Chiavenna nel 1997 e riconfermata nel 2001. Dal 2009 al 2014 è assessore della provincia di Sondrio con delega ai lavori pubblici. Sempre a Villa di Chiavenna è consigliere comunale dal 2011 al 2013, nel giugno 2016 e a partire dal 2021.
Candidata alle elezioni politiche del 2018 risulta essere la prima dei non eletti nella circoscrizione Lombardia 2. Subentra il 17 febbraio 2021 alla dimissionaria Alessandra Locatelli, nominata assessore nella giunta regionale della regione Lombardia.
Alla Camera fa parte della Commissione Lavoro Pubblico e Privato, e della Commissione Affari Esteri e Comunitari.